# Верховцево
Верхо́вцево (укр. Верхівцеве) — город в Днепропетровской области Украины. Входит в Каменский район. До 2020 года входил  в состав Верхнеднепровского района, в котором составлял Верховцевский городской совет, в который, кроме того, входили село Широкое и посёлок Соколовка. На данный момент является центром Верховцевской территориальной общины. Условно город делится на три части (района): Северная, Центральная, Бам.

## Географическое положение
Расположен на левом берегу реки Мокрая Сура, на расстоянии до 1 км от сёл Адалимовка и Широкое и посёлка Соколовка. Река в этом месте пересыхает, на ней сделано несколько запруд. Через город проходят автомобильная дорога Т-0429 и железная дорога, станция Верховцево.

## История
Посёлок появился в 1884 году как станция Любомировка во время строительства Екатерининской железной дороги, ныне Приднепровская железная дорога. Первоначальное название было дано имени супруги владельца прилежащего имения, пани Любомиры, а 1 января 1904 года был переименован в честь первого начальника Екатерининской железной дороги Александра Апполоновича Верховцева. 28 октября 1938 года Верховцево получило статус посёлка городского типа. Статус города посёлок Верховцево получил в 1956 году.

## Население
Население города по годам:
- 15 975 (1959)[3];
- 14 400 (1967);
- 12 843 (1970)[4];
- 11 695 (1979)[5];
- 11 246 (1989)[6];
- 10 300 (2000);
- 10 134 (2001);
- 10 003 (2009)[7];
- 10 083 (2010)[7];
- 10 086 (2011)[7];
- 10 073 (2012)[8];
- 10 033 (2013)[8];
- 10 062 (2014)[8];
- около 9 900 (2023)[9].

## Предприятия и организации
В городе находятся 2 Лицея:Лицей №1 (УВК бывш. шк. 1) и также Лицей №2 ( бывш. шк. 2), детский сад, центр развития „Лингвист”. несколько отделений коммерческих банков, структурные подразделения железной дороги (Верховцевская дистанция пути № 10, Верховцевское вагонное депо № 13, Верховцевская дистанция энергоснабжения № 3, Днепропетровский центр механизации путевых работ и ремонта путевой техники, Верховцевский рельсосварочный поезд № 39, Верховцевская дистанция электроснабжения, Узловая больница, участок Днепропетровской дистанции сигнализации и связи, Информационно-вычислительный центр, Оборотное депо, Вагонное депо «Каменское», участок строительно-монтажного управления № 5, участок Днепропетровской дистанции защитных лесонасаждений, команда № 4 военизированной охраны, частные коммерческие структуры, газета города Верховцево «Верховцевский ВестникЪ». Газета просуществовала в Верховцево с 9 июля 2009 по 29 июля 2011 года. На территории города функционирует ООО Верховцевский маслоэкстракционный завод, а также Верховцевский элеватор.

## Достопримечательности
Исторические строения — корпус железнодорожного вокзала, архитектор Горленский Игнатий Платонович, бывший дом начальника станции.